# Wilhelm von Knobelsdorff (général, 1752)
Ne doit pas être confondu avec Wilhelm von Knobelsdorff (général, 1825).
Friedrich Wilhelm Ernst baron von Knobelsdorff (né le 28 janvier 1752 à Berlin et mort le 19 avril 1820 dans la même ville) est un lieutenant général et diplomate prussien.

## Biographie

### Origine
Wilhelm est le fils du lieutenant-colonel prussien Karl Gottlob von Knobelsdorff (1705-1757) et de son épouse Philippine Sophie, née Krug von Nidda (de) (morte en 1766).

### Carrière militaire
Knobelsdorff étudie à la maison des cadets et l'École militaire de Berlin. Le 12 mars 1771, il rejoint le régiment de la Garde de l'armée prussienne en tant que caporal privé et est promu sous-lieutenant au début d'avril 1776. En 1778/79, il participe à la Guerre de Succession de Bavière. Le roi Frédéric II a déjà pris connaissance de lui avant cela. En 1781, Knobelsdorff envoie un plan d'amélioration de l'entraînement de l'infanterie au roi, qui le remercie le 14 août 1781. Dans les années qui suivent, il envoie également différents rapports au roi.
Le 3 avril 1783, Knobelsdorff est promu premier lieutenant et est nommé le 21 novembre 1788 capitaine d'état-major. Le roi Frédéric-Guillaume II reconnaît ses talents de diplomate et le 9  janvier 1790, il est envoyé comme envoyé prussien à la Sublime Porte de Constantinople ; ses lettres de créance sont datées du 20 janvier 1790. Il signe déjà le 25 janvier 1790 un traité d'alliance entre la Prusse et la Sublime Porte. Le 28 février 1790, il est promu major. Le 10 avril 1798, il reçoit l'autorisation de porter l'uniforme de la Garde. Le 2 juillet 1798, il devient lieutenant-colonel et le 28 juin 1799 colonel.
Le 20 octobre 1804, Knobelsdorff est promu général de division et envoyé à l'empereur français Napoléon et au maréchal Bernadotte, qui commandent à l'époque l'armée française à Hanovre. lLe 11 janvier 1805, il vient à La Haye en tant qu'envoyé chargé d'une mission spéciale, mais continue d'être envoyé à Constantinople. Le 24 janvier 1805, il reçoit son brevet de général de division. Du 11 novembre au 25 décembre 1805, il est envoyé extraordinaire à Paris. Après son retour, il est le 21 août 1806 de nouveau envoyé à Paris, car les relations entre la France et la Prusse sont très tendues. L'envoyé précédent Girolamo Lucchesini est rappelé et Knobelsdorff apporte une lettre personnelle du roi Frédéric-Guillaume III à Napoléon.
Après la défaite prussienne lors de la guerre de la Quatrième Coalition il suit le roi à Königsberg. Le 7 décembre 1806, il reçoit l'ordre de rester avec le roi. En mars 1809, il est envoyé à Amsterdam comme ambassadeur. Mais quand le 1 Juillet 1810, le Royaume de Hollande est incorporé à l'Empire français, la légation prussienne est dissoute et Knobelsdorff retourne à Berlin. Le 20 janvier 1813, il reçoit ses adieux et une pension de 1 200 thalers. Mais il est ensuite associé au roi de Saxe Frédéric-Auguste, qui a été fait prisonnier. En contrepartie, sa pension est portée à 2.000 thalers le 12 avril 1813. Après la guerre, il est nommé lieutenant général le 1er avril 1818. Il meurt le 19 avril 1820 à Berlin.

### Famille
Il se marie le 31 janvier 1791 à Pera près de Constantinople avec Philippine Freiin van Dedern to de Geldern (1772-1860), fille de l'envoyé hollandais à la Sublime Porte. Le couple a plusieurs enfants :
- Friedrich Wilhelm Konstantin (1789–1832)[1], chevalier de l'Ordre de Saint-Jean, envoyé prussien, ministre résident à Cracovie marié avec Henriette Wilhelmine Goßler (morte en 1851)
- Johanna (1796–1852) mariée avec le comte Gerhard van Schimmelpenninck (1794–1863), envoyé néerlandais
- Anton Friedrich Gisbert Konstantin (1797–1853), chambellan néerlandais, capitaine de cavalerie prussien marié en 1829 avec Luise von Schuilenburg
- Wilhelm (de) (1802-1880), général de division prussien, adjudant du prince Frédéric de Prusse
- Friedrich (Fritz) Wilhelm Adrian Karl (1810–1855), chambellan hollandais marié avec Konradine Wilhelmine Vos van Steenwyk van Essen (né en 1814)